# Cladorhiza nematophora
Cladorhiza nematophora är en svampdjursart som beskrevs av Claude Lévi 1964. Cladorhiza nematophora ingår i släktet Cladorhiza och familjen Cladorhizidae.
Artens utbredningsområde är havet kring Madagaskar. Inga underarter finns listade i Catalogue of Life.